# Fülöp-szigeteki drongókakukk
A Fülöp-szigeteki drongókakukk (Surniculus velutinus) a madarak osztályának kakukkalakúak (Cuculiformes) rendjébe, ezen belül a kakukkfélék (Cuculidae) családjába tartozó faj.

## Rendszerezése
A fajt Richard Bowdler Sharpe angol ornitológus írta le 1877-ben.

## Alfajai
- Surniculus velutinus chalybaeus (Salomonsen, 1953) - Luzon, Mindoro és Negros
- Surniculus velutinus velutinus (Sharpe, 1877) - Bohol, Leyte, Samar, Mindanao és Basilan
- Surniculus velutinus suluensis - Sulu-szigetek[2]

## Előfordulása
A Fülöp-szigetek területén honos. Természetes élőhelyei a szubtrópusi és trópusi síkvidéki esőerdők, mangroveerdők és cserjések, valamint vidéki kertek. Állandó, nem vonuló faj.

## Megjelenése
Testhossza 23 centiméter.

## Természetvédelmi helyzete
Az elterjedési területe rendkívül nagy, egyedszáma viszont csökken, de még nem éri el a kritikus szintet. A Természetvédelmi Világszövetség Vörös listáján nem fenyegetett fajként szerepel.